# 아빠 안녕 81
"아빠 안녕 81"은 한국에서 제작된 변장호 감독의 1981년 영화이다. 김영란 등이 주연으로 출연하였고 유옥추 등이 제작에 참여하였다.

## 출연

### 주연
- 김영란
- 이영하
- 김진규
- 조옥희

## 기타
- 원작자: 이성재
- 조명: 정경희
- 주제가: 박경애 노래/정민섭 작사, 작곡, 편곡